# Disability studies
Disability studies ('handicapstudies') is een vakgebied binnen de geesteswetenschappen dat onderzoek doet naar de betekenis, aard en consequenties van handicaps/beperkingen, validisme, de sociale context waarin zaken als handicap ervaren worden en met validisme benaderd worden en de leefsituatie en beleving van mensen met beperkingen. Ook onderzoek naar de geschiedenis van handicaps, wetgeving en beleid rondom handicaps, filosofie en kunst zijn onderdeel van het vakgebied. Binnen het veld zijn veel raakvlakken met de gehandicaptenbeweging en dan vooral met de discussie over het sociale versus het medische model van kijken naar handicaps, met queerstudies en de bestudering van seksisme en racisme. Sommige onderzoekers in disability studies pleiten voor feministische disability studies. In het werk gaan ze op zoek naar gendergerelateerde aspecten van het fenomeen disability.

## De Verenigde Staten, het Verenigd Koninkrijk en Canada
In de jaren 1960 en 1970 vonden de eerste onderzoeken plaats naar de sociale kant van handicaps, in eerste instantie in de Verenigde Staten. Een meer vastomlijnd onderzoeksveld ontstond in de jaren 1980. In dezelfde periode kwam het veld eveneens op in het Verenigd Koninkrijk en Canada. Het onderzoek was nauw verbonden met de emancipatiebeweging van mensen met beperkingen en ondervond invloed van andere emancipatiebewegingen, zoals de vrouwenemancipatie en de burgerrechtenbeweging. Ook queerstudies en dan met name de ideeën van Michel Foucault en Judith Butler over respectievelijk de wijze waarop de samenleving mensen dwingt in de pas te lopen en de wijze waarop de samenleving mensen maakt tot onderdeel van 'hun' categorie waren hierbij heel invloedrijk.
In 1986 werd de 'Section for the Study of Chronic Illness, Impairment, and Disability' van de Amerikaanse 'Social Science Association' hernoemd naar 'Society for Disability Studies'. De eerste academische opleiding 'Disability Studies' werd gegeven aan de Universiteit van Syracuse in 1994. Het vakgebied groeide snel in de jaren daarna. Er wordt in het onderzoek veelvuldig gebruik gemaakt van de ervaring van ervaringsdeskundigen. Net als bij vrouwenstudies, genderstudies en Afro-Amerikaanse studies of postkolonialisme wordt er onderwezen dat de minderheidsgroepering, die onderwerp is van de studie, zich niet zou hoeven aanpassen aan de intolerante maatschappij, maar de maatschappij zou moeten veranderen.

## België
Binnen België kwam disability studies sneller op dan in Nederland. Zo hield Bert Gevaert zich al begin jaren 2000 bezig met onderwerpen op dit gebied. Een paar jaar later begon Pieter Verstraete, die een onderzoeksgroep in disability studies bij de Katholieke Universiteit Leuven leidt, eveneens met onderzoek binnen het vakgebied. In 2014 werd in Gent en congres georganiseerd waarbij Nederlandse en Vlaamse onderzoekers ervaringen en onderzoeksresultaten uitwisselden. Vanuit belangenorganisatie Gelijke Rechten voor Iedere Persoon met een handicap (GRIP) werd in 2015 onderzoek gedaan, met aanbevelingen om de disability studies verder uit te breiden. In de nota werd ook gerefereerd aan de Nederlandse Stichting Disability Studies in Nederland (DSiN). Aan de Universiteit Antwerpen is een onderzoeksgroep Handicapstudies. Deze groep heeft tot doel "te streven naar een optimale geïntegreerde en inclusieve zorgverlening voor personen met een verstandelijke beperking", en is daarmee niet zozeer gericht op de maatschappelijke positie en impact van mensen met een beperking.

## Nederland
In Nederland werd in 2000 een summerschool gehandicaptenstudies georganiseerd. Drie jaar later verzorgde de Universiteit voor Humanistiek een masterclass Disability studies, getiteld 'Missing Pieces'. In 2009 werd de Stichting Disability Studies in Nederland (DSiN) opgericht als samenwerkingsverband. Twee jaar later werd het samenwerkingsverband een zelfstandige stichting. De stichting werd opgericht omdat in Nederland Disability studies amper van de grond kwam: de stichting had tot doel internationale vakgebied Disability Studies te ontwikkelen en vestigen in de hedendaagse Nederlandse context. Sinds de oprichting van de stichting, is er ook in Nederland meer aandacht voor disability studies gekomen. Mieke Cardol bekleedt sinds 2012 een lectoraat aan de Hogeschool Rotterdam. Dit lectoraat houdt zich bezig met onderzoek naar en onderwijs over "wat participatie betekent voor mensen met beperkingen, wat er voor participatie nodig is en hoe de participatiesamenleving in de praktijk uitpakt". Geert van Hove, die ook in Gent hoogleraar is, verwierf de eerste leerstoel disability studies in Nederland een jaar later aan de VUmc. Van Hove heeft in 2019 een boek uitgebracht over het vakgebied, Disability Studies. Introductieteksten. Aan de Universiteit voor Humanistiek volgde op 1 januari 2021 een tweede leerstoel die Alice Schippers, tevens directeur-bestuurder van de Disability Studies in Nederland, toegewezen en bekostigd kreeg door de stichting.
Daarnaast heeft de Nederlandse Organisatie voor Wetenschappelijk Onderzoek (NWO) in 2017 een subsidie verstrekt om een website op te zetten om verhalen te verzamelen en publiceren over leven met een beperking.
Een andere onderzoeker die is aangesloten bij de stichting DSiN is Mitzi Waltz, die zich in haar onderzoek richt op onder andere participerend beleid ontwikkelen en op gender en autisme.
In 2022 is er een promotieonderzoek gestart over de geschiedenis van handicap in Nederland, met extra aandacht voor de geschiedenis van Het Dorp.